# Посёлок при 18 шлюзе ББК
Посёлок при 18 шлюзе ББК — населённый пункт в Беломорском городском поселении Беломорского района Республики Карелии России.

## Общие сведения
Расположен на берегу Беломорско-Балтийского канала.

## Население
| 2002 | 2009 | 2010 | 2013 |
| ---- | ---- | ---- | ---- |
| 27   | ↗37  | ↗40  | →40  |